# Ofterschwang
Ofterschwang – miejscowość i gmina w południowych Niemczech, w kraju związkowym Bawaria, w rejencji Szwabia, w regionie Allgäu, w powiecie Oberallgäu, wchodzi w skład wspólnoty administracyjnej Hörnergruppe. Leży w Allgäu, około 5 km na południowy zachód od Sonthofen.
W Ofterschwang rozgrywane są zawody Pucharu Świata w narciarstwie alpejskim.

## Dzielnice
- Bettenried
- Hüttenberg
- Muderbolz
- Oberzollbrücke
- Sigishofen
- Sigiswang
- Schweineberg
- Tiefenberg
- Westerhofen
- Wielenberg

## Polityka
Wójtem gminy jest Alois Ried, rada gminy składa się z 14 osób.
|      | Niezrzeszeni | Wählergemeinschaft | Razem |
| 2008 | -            | 14                 | 14    |
| 2002 | 5            | 7                  | 12    |